# 영화 목록/A~Z
| #  | ㄱ  | ㄴ | ㄷ | ㄹ | ㅁ | ㅂ |
| ㅅ | ㅇ  | ㅈ | ㅊ | ㅋ | ㅌ | ㅍ |
| ㅎ | A~Z |    |    |    |    |    |

다음은 알파벳으로 시작하는 영화 목록이다. 한국어 번역명의 첫글자가 알파벳일 경우에 한하며, 원제는 해당하지 않는다.

## A-E
- A.I. (2001년)
- E.T. (1982년)

## J-N
- JFK (1991년)

## T-Z
- YMCA 야구단 (2002년)